# Шахбулатотар
Шахбулатотар — село в Бабаюртовском районе Дагестана. Входит в Хасанайское сельское поселение.

## Географическое положение
Расположено в 7 км к юго-западу от райцентра села Бабаюрт на Шахбулатотарском канале.

## История
В 1944 году после высылки чеченского населения с территории ДАССР и в плоть до 1990-х годов населенный пункт был заброшен.

## Население
| 1926 | 1939 | 1959 | 1989 | 2002 | 2010 | 2021 |
| ---- | ---- | ---- | ---- | ---- | ---- | ---- |
| 35   | ↗58  | ↘46  | ↘0   | ↗4   | ↗12  | ↘7   |

Национальный состав
По данным Всесоюзной переписи населения 1926 года:
| № | Национальность | Численность, чел. | Доля  |
| - | -------------- | ----------------- | ----- |
| 1 | чеченцы        | 35                | 100 % |

По данным Всероссийской переписи населения 2010 года:
| № | Национальность | Численность, чел. | Доля  |
| - | -------------- | ----------------- | ----- |
| 1 | кумыки         | 12                | 100 % |

По данным Всероссийской переписи населения 2021 года:
| №        | Национальность | Численность, чел. | Доля    |
| -------- | -------------- | ----------------- | ------- |
| 1        | кумыки         | 4                 | 57,14 % |
| 2        | ногайцы        | 3                 | 42,85 % |
| 2.000001 | не указавшие   | 0                 | 0 %     |
| 2.000002 | прочие         | 0                 | 2,42 %  |
| 2.000003 | всего          | 7                 | 100 %   |